# Hévízi Ottó (játékvezető)
Hévízi Ottó (Budapest, 1932. július 28. –) magyar nemzeti labdarúgó-játékvezető. Hobbija: a sportok. Egyéb foglalkozása szerszámlakatos, részlegvezető.

## Pályafutása
A labdarúgással fiatalon ismerkedett meg, több mint húsz évig aktívan játszott. Játékos pályafutásának végén a Budapest I. osztályban szereplő Ganz Hajógyár csapata volt, ahol az egyik mérkőzésen súlyos térdsérülést szenvedett. Alacsonyabb osztályban folytatta a játékot, de sérülése arra kényszerítette, hogy befejezze a labdarúgást.
Játékvezetésből 1959-ben Budapesten a BLSZ Játékvezető Bizottsága (JB) előtt vizsgázott. Az MLSZ a JB minősítésével 1964-től NB III-as, 1965-től NB II-es, 1967-től NB I/B-s, majd 1970-től NB I-es bíró. Küldési gyakorlat szerint rendszeres partbírói szolgálatot is végzett. A kor elvárása szerint a küldés szerinti egyes számú partbíró játékvezetői sérülésnél átvette a mérkőzés irányítását. Több nemzetek közötti válogatott és klubmérkőzésen vont a működő játékvezető partbírója. A nemzeti játékvezetéstől 1975-ben visszavonult. NB I-es mérkőzéseinek száma: 51.
| Időpont           | Helyszín                  | Mérkőzés típusa          | Mérkőzés                         | Eredmény | Nézők száma |
| ----------------- | ------------------------- | ------------------------ | -------------------------------- | -------- | ----------- |
| 1970. május 30.   | Fáy úti Stadion, Budapest | első NB I-es mérkőzése   | Vasas SC–Videoton FC             | 3 – 1    | 6000        |
| 1975. április 19. | Vagongyári pálya, Győr    | utolsó NB I-es mérkőzése | Győri ETO FC–Zalaegerszegi TE FC | 2 – 2    | 4000        |

Sportvezetőként, 1990-től hosszú ideig volt az MLSZ JT játékvezetőinek fizikai felkészítéséért felelős. Pozíciójában Stamler Péter váltotta. Az országos JT felügyelete alá tartozó játékvezetők a nyári és a téli cooper tesztek ellenőre. A JT labdarúgó válogatott szakvezetője. Országos ellenőrként tevékenykedve, szakmai útmutatókkal segítette alakítani a játékvezetők egységes működésének elvét. 2014-ben 55 éves vizsgájának emlékére Tóth Vencel, az MLJT elnöke emlékplakettet adott részére.

## Külső hivatkozások
- Hévízi Ottó. magyarfutball.hu. (Hozzáférés: 2016. április 11.)
- Hévízi Ottó. mljt.hu. (Hozzáférés: 2016. április 11.)
- Hévizi Otto játékvezetői adatlapja a Nemzeti Labdarúgó Archívum oldalán
- Hévízi Ottó adatbankja . focibiro.hu (Hozzáférés: 2020. július 17.)